# Печине
Печине (словен. Pečine) — поселення в общині Толмин, Регіон Горишка, Словенія. Висота над рівнем моря: 611 м. Розміщене над правим берегом річки Ідрійца.